# Bidassoa
Pour les articles homonymes, voir Bidassoa (homonymie).
La Bidassoa (en basque et en espagnol Bidasoa) est un fleuve côtier du Pays basque. Elle prend sa source dans les monts de Navarre et se jette dans le golfe de Gascogne.
La Bidassoa forme l'extrémité ouest de la frontière entre l'Espagne et la France. L'île des Faisans, condominium de ces deux pays, est située sur la Bidassoa.

## Géographie

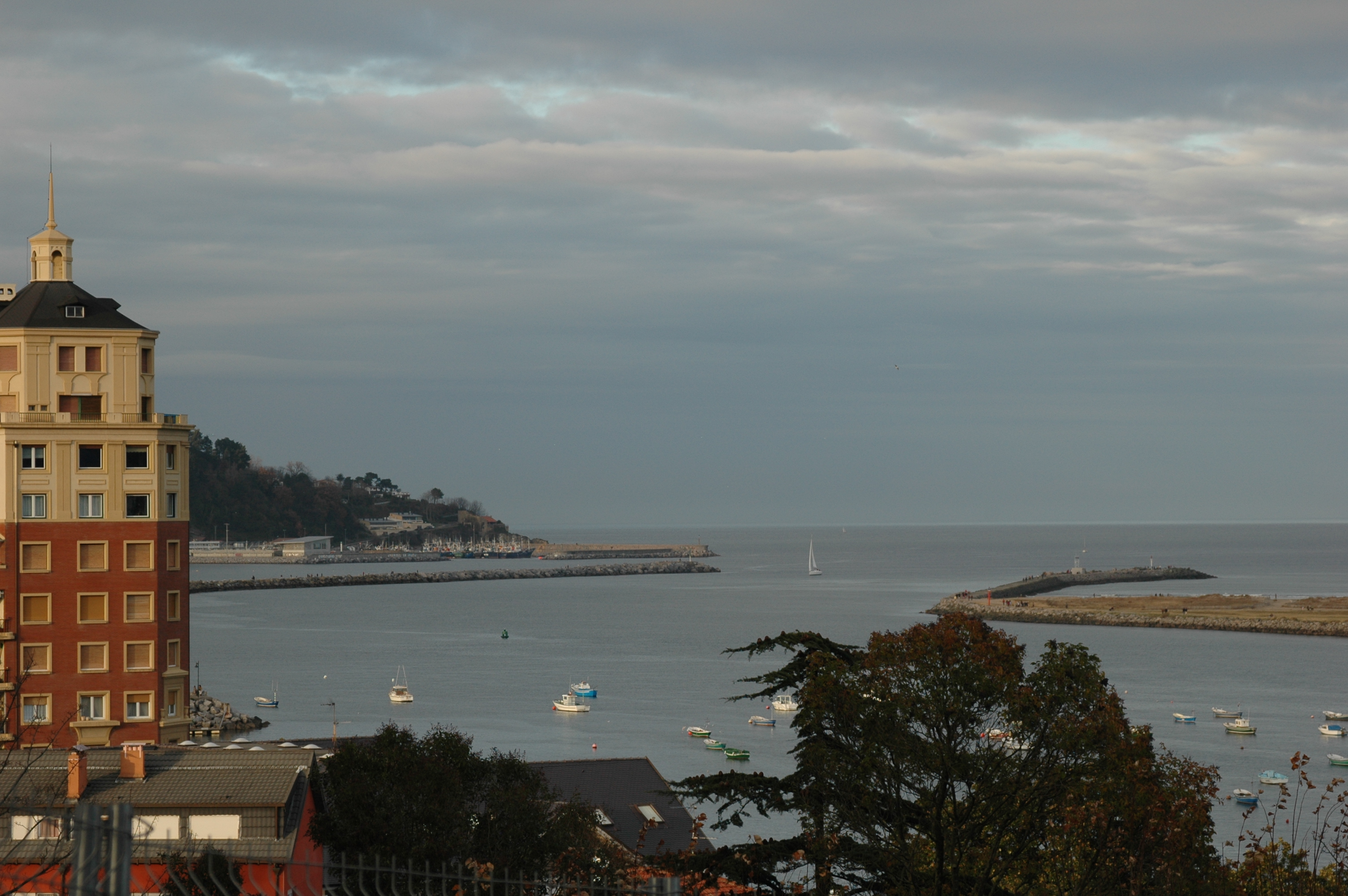
Fontarrabie, vue sur l'estuaire de la Bidassoa.

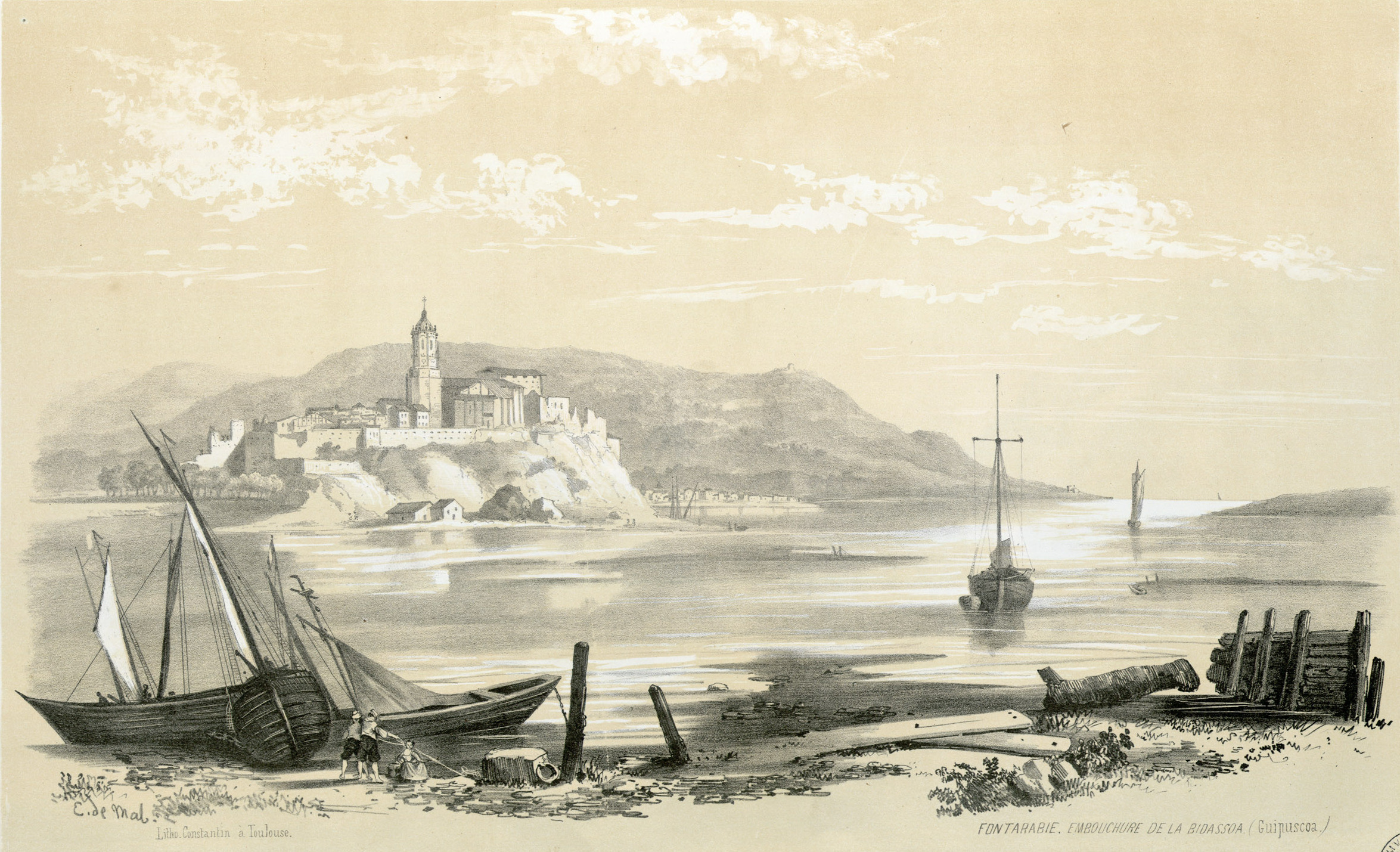
Embouchure de la Bidassoa à Fontarrabie en 1843, par Eugène de Malbos.

La Bidassoa est un fleuve côtier torrentiel, situé dans les Pyrénées occidentales, en grande partie du côté espagnol. La longueur de son cours sur la frontière franco-espagnole est de dix kilomètres, la longueur en France de 24,41 km.
Elle se forme à Erratzu en communauté forale de Navarre, de la confluence des ruisseaux Izpegi et Iztauz (sur le versant sud du col d'Otxondo). Elle coule d'abord vers le sud sous le nom de Baztan jusqu'à la localité d'Oronoz-Mugairi où, recevant les eaux en provenance du col de Belate, elle reçoit le nom de Bidassoa. 
Son cours est navarrais jusqu'à Endarlatsa. À partir de là, sur la dizaine de kilomètres restante avant son embouchure, la Bidassoa fait office de frontière entre France et Espagne (Pyrénées-Atlantiques et le Guipuscoa). Elle est traversée par deux ponts transfrontaliers, celui de Biriatou et le pont Saint-Jacques à Hendaye.
Elle se jette dans la baie de Chingoudy entre Hendaye et Fontarrabie, dans le golfe de Gascogne, près du cap du Figuier.

### Communes traversées

#### En France
- Biriatou
- Urrugne
- Hendaye

### Bassin versant
Son bassin versant de 710 km2[réf. nécessaire].

### Organisme gestionnaire
L'Île des Faisans est un condominium géré alternativement avec un changement d'administration tous les six mois par la France et par l'Espagne.
Le gouvernement basque et les acteurs publics français ont décidé de gérer en commun les espaces naturels bordant le fleuve Bidassoa. Ce projet transfrontalier est soutenu par l'Europe. Baptisé « Txinbadia », il lie les marais de Txingudi, à Irun en Espagne, et le domaine d'Abbadia, en France.

## Hydronymie
Le nom du cours d'eau s'explique par le basque bidaso, « rivière ».
L'hydronyme Bidassoa apparaît sous les formes 
Fluvius de Bidassoe (1510, archives de l'Empire), 
Vidassoua, Vidassoa et le Vidassoue (1511 pour ces trois graphies, collection Duchesne volume CXIV), 
La rivière Bidassoua et Bidassoue (respectivement 1518 et 1519, archives de l'Empire, 
Bidazoua (1552, titres de Navarre), 
« La rivière de Bidassoue prend sa source ez monts Pirennes de la Haute Navarre et coule le long d'iceulx dans la mer Océanne, près les lieux de Hendaye et Fontarrebie, séparant et divisant ce royaulme avecq celluy d'Espaigne » (1581, archives de l'Empire) .

## Principaux affluents
- Ceberia, du col de Belate
- Iruribieta
- Ezkurra
- Latsa, de Arantza (Aranaz, en espagnol)
- Etxalar
- Arregi
- Onin

## Hydrologie
Son module est de 24,7 m3/s.

## Divers
- Pío Baroja, célèbre écrivain espagnol, avait fait naître l'idée d'une république indépendante de la Bidassoa.
- C'est sur ce fleuve, et précisément sur l'ile des Faisans, que le 7 novembre 1659 est signé le Traité des Pyrénées mettant fin à la guerre de trente ans qui oppose depuis 1635 la France du jeune Louis XIV à l'Espagne de Philippe IV.
- Le 24 décembre 1943, l'aviateur américain, James Frederick Burch et le comte Antoine d'Ursel se noient dans la Bidassoa à proximité de Biriatou. Ils tentaient, via le Réseau Comète, de rallier l'Angleterre.